# Дельта Льобрегат
Дельта Льобрегат ( кат. Delta del Llobregat ) — це важливий пташиний заповідник,  дельта річки Льобрегат, що розташована поблизу міста Барселона, біля аеропорту Ель-Прат, Каталонія, північно-східна Іспанія . Нинішня дельта була змінена землеробством, міським розвитком, індустріалізацією та транспортною інфраструктурою, як-от порт Барселони та аеропорт Барселона Ель-Прат . Більша частина дельти була осушена і зруйнована під час будівництва аеропорту.

## Природні зони дельти Льобрегат
Природні зони дельти Льобрегат — це мережа заповідних територій, створена в 1987 році, яка належить муніципалітетам Ель-Прат-де-Льобрегат, Віладеканс, Гава та Сант-Бой-де-Льобрегат. Вона охоплює понад 900 гектарів над східним берегом річки, які були оголошені особливою охоронною територією згідно з Директивою Європейського Союзу про збереження диких птахів.  Дельта є важливим місцем на шляху міграції птахів з Європи до Африки. Тут птахи мають змогу перепочити та поповнити сили. Також це важливе місце зимівлі. Основна і найбільша охоронювана ділянка знаходиться поряд з аеропортом, через що зазнає сильного антропогенного тиску, проте місцева влада має на меті розширити її та посилити природну стійкість місцевої екосистеми.
Сьогодні у дельті зареєстровано 268 видів птахів. Зокрема галагаз євразійський, бугай водяний, сплюшка євразійська, пірникоза мала, фламінго, очеретянка тонкодзьоба, буревісник cередземноморський, малий буревісник, пісочник морський, дерихвіст лучний. Дельта відома своєю популяцією фламінго, що гніздиться. Також, окрім птахів тут численні земноводні та рептилії. Тут живе три види черепах: червоновуха, європейська болотяна та горбата черепаха. Червоновуха та горбата - є інвазивними видами.

## Зовнішні посилання

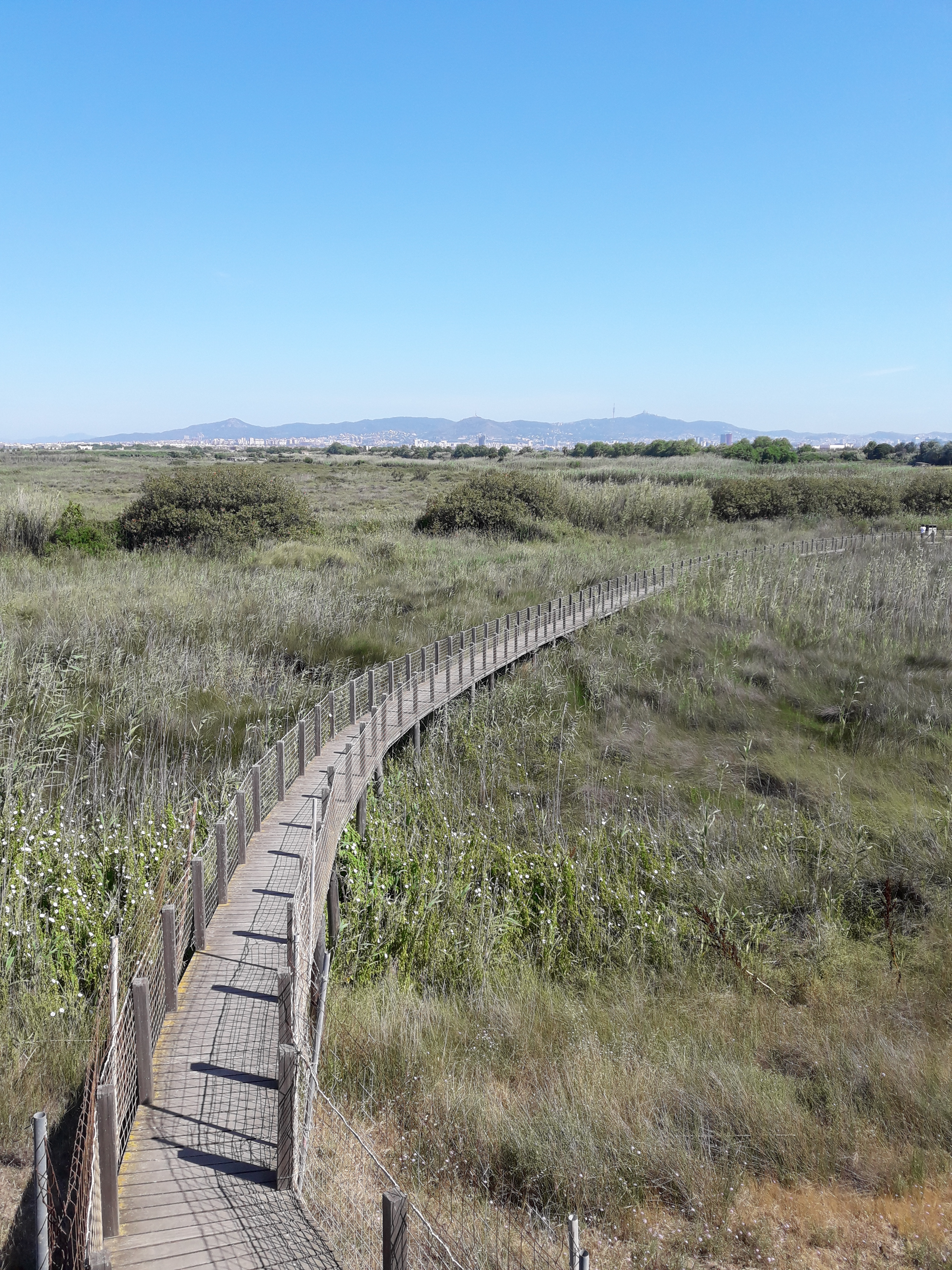

- Консорціум природних зон дельти Льобрегат
- Веб-сайт уряду Каталонії (кат.), (ісп.)

Шаблон:Protected areas of Catalonia